# БЗНС „Врабча 1“
Български земеделски народен съюз (БЗНС) „Врабча 1“ е масова организация на земеделски труженици, която има ръководно участие в селското движение, образувана в края на 1926 г. Член е на Международното аграрно бюро (МАБ), известно още като Зелен интернационал.
В политическата си платформа съюзът прокламира народовластническия принцип и аграрен трудовокооперативен строй, основан на частната трудова собственост и ограничаващ господството на едрата буржоазия.

## История
В БЗНС „Врабча 1“ се открояват три крила: умерено, дясно и ляво. Между тях съществуват политически и тактически различия. Първоначално съюзът отстоява тезата за самостоятелна борба, но след това приема сътрудничеството с буржоазните опозиционни партии.
През 1930 г. в него членуват над 60 000 души в 1800 дружби, а през 1932 г. съставът му нараства на 103 000 души. Изгражда младежка организация и академичен съюз. Остава в опозиция на сговористкото управление (1923 – 1931 г.).
БЗНС „Врабча 1“ заедно с Демократическата, Националлибералната, Радикалната партия и БЗНС „Стара Загора“ образуват Народния блок. След изборната победа през юни 1931 г. взема участие в блоковия кабинет. Провежданата от Народния блок политика предизвиква недоволство сред по-голямата част от селското население и довежда до отлив на членска маса от редовете на БЗНС „Врабча 1“.
През март 1932 г. се стига до разцепление в организацията. Създава се самостоятелна политическа организация БЗНС Александър Стамболийски, а през октомври 1933 г. и нов съюз „Врабча 1“. Най-левите сили в съюза преминават към Радикалната партия.
БЗНС „Врабча 1“ се обявява против държавния преврат на 19 май 1934 г. След забраната на политическите партии от правителството на Кимон Георгиев, БЗНС „Врабча 1“ води полулегален начин на живот.
През пролетта на 1936 г. БЗНС „Врабча 1“, заедно с Радикалната партия, Ляпчевия сговор, Социалдемократическата партия и националлибералите образуват опозиционен блок – т. нар. Петорка. Съюзът се включва в акцията за възстановяване на Търновската конституция.
БЗНС „Врабча 1“ се обявява против присъединяването на България към Тристранния пакт. По време на Втората световна война (1939 – 1945 г.) участва в мероприятията на легалната буржоазна опозиция и остава извън Отечествения фронт. Взема участие със свои представители в коалиционното правителство на Константин Муравиев (2 – 8 септември 1944 г.).
На 10 ноември 1945 г., дни преди бойкотираните от опозицията парламентарни избори, БЗНС „Врабча 1“ се присъединява към опозиционния Български земеделски народен съюз - Никола Петков.
Печатни органи на Български земеделски народен съюз (БЗНС) „Врабча 1“ са вестниците „Земеделско знаме“, „Нива“, „Врабча“ и списанието „Земеделска мисъл“.

## Участия в избори

### Парламентарни
| година | избори                  | гласове   | %    | резултат  |
| ------ | ----------------------- | --------- | ---- | --------- |
| 1931*  | Народно събрание        | 626 553   | 48,4 | 151 / 273 |
| 1946*  | Велико Народно събрание | 1 191 455 | 28,3 | 101 / 465 |

- През 1931 г. е част от коалиция „Народен блок“
- През 1946 г. е част от БЗНС – Никола Петков

## Видни дейци
- Недялко Атанасов (1881 – 1960)
- Вергил Димов (1901 – 1979)
- Димитър Гичев (1893 – 1964)
- Константин Муравиев (1893 – 1965)
- Александър Радолов (1883 – 1945)
- Димитър Иванов Влахов (1897 – 1969)